# Il cervello esploso
Il cervello esploso (1969) è un romanzo di fantascienza scritto da Astron Del Martia e pubblicato in Italia nel 1977 dall'Editrice Nord nella collana Cosmo Argento, n.5.
Fu l'ultima opera scritta da John Russell Fearn, smarrita per molti anni dopo la sua scomparsa e pubblicata postuma simultaneamente in edizione inglese ed americana con lo pseudonimo di Astron Del Martia per raggirare le controversie legali con i suoi eredi e con la casa Editrice Scion con cui era vincolato da contratto.
Il romanzo era già stato comunque pubblicato nel 1954 e firmato da Hank Janson, pseudonimo dell'editore e scrittore Stephen Daniel Frances. Fearn non fornì mai, in vita, alcun chiarimento su questa pubblicazione.

## Trama
Dal Futuro,  l'assistente di ricerca medica Bannister, per raggiungere la celebrità mondiale,  usando la macchina temporale torna a ritroso nel passato tra il 1950 ed il 2000,  ferma il tempo nella nursery di un ospedale ed inserisce nel cranio di uno dei tanti neonati il cervello altamente sviluppato di un ingegnere del futuro su cui è stato innestato un super-cervello, frutto di un notevole esperimento.
Gli anni passano e ritroviamo il neonato con tre cervelli ormai adulto, come un mediocre impiegato di banca, uomo fallito nel proprio tempo, con un passato deludente e senza prospettive future. Le frequenti e violente cefalee di cui soffre da sempre smettono di manifestarsi quando, dopo un dolore lancinante,  entra in funzione il secondo cervello che gli affina i sensi e l'intelletto dandogli una visione della vita completamente diversa ed una acutezza mentale che gli fa notare tutte le miserie della sua esistenza.
Diviene così intelligente che gli stessi uomini contemporanei lo reputano, per invidia, una minaccia per il pianeta Terra da eliminare; ugualmente dal Futuro vengono inviati emissari per cercare di neutralizzarlo in quanto Harold alterando la realtà in cui vive avrebbe modificato conseguentemente anche il loro futuro.
L'uomo mediocre diventa così braccato da tutti mentre ricominciano le violente cefalee ma con l'esplosione d'energia del super cervello Harold riuscirà, facendo evitare un catastrofico errore, a consentire il prosieguo evolutivo dell'Umanità.  